# Ghiacciaio Minerva
Il ghiacciaio Minerva è un ghiacciaio lungo circa 9 km situato nella regione meridionale della Terra di Oates, nell'Antartide orientale. Il ghiacciaio, il cui punto più alto si trova a circa 1300 m s.l.m., si trova nell'entroterra della costa di Hillary, nei monti Cook, dove ha origine in prossimità del termine del ghiacciaio Mercurio e da dove fluisce verso est all'interno di una valle compresa tra la dorsale Tentacolo, a sud, e la cima Gorgoni, a nord.

## Storia
Il ghiacciaio Minerva è stato mappato da membri dello United States Geological Survey (USGS) grazie a fotografie aeree scattate dalla marina militare statunitense nel periodo 1959-63, ed è stato così battezzato dal Comitato neozelandese per i toponimi antartici in onore di Minerva, divinità romana delle virtù eroiche, della guerra giusta (guerra per giuste cause o per difesa), della saggezza e di diverse altre cose.